# 杉山和雄
杉山 和雄（すぎやま かずお、1942年（昭和17年） -  2022年（令和4年））は、日本の工学者。芝浦工業大学デザイン工学部デザイン工学科教授。工学博士。香川県出身。
土木学会景観・デザイン委員会委員。専攻は、橋梁デザイン、インダストリアルデザイン、デザイン・マネジメント。
おもな橋梁作品に、本四連絡橋：瀬戸大橋、大島大橋の景観設計、韓国ソウル「永宗大橋国際コンペ」最優秀賞、東京湾横断道路：アクアライン橋梁などがある。

## 略歴
- 1966年（昭和41年） 千葉大学工学部工業意匠学科卒業。
同大学院修了後、米シカゴのデザイン事務所（Latham, Tyler & Jensen Design Inc.）などを経て、1973年（昭和48年） より千葉大学勤務。
- 1994年（平成6年） 千葉大学工学部工業意匠学科教授、千葉大学大学院自然科学研究科教授。
- 2011年（平成23年） 芝浦工業大学デザイン工学部デザイン工学科教授。

## 著書

### 単著
- 「橋の造形学」朝倉書店 2001

### 共著・共編著
- 「EXCELによる調査分析入門」 杉山和雄共著編 海文堂出版 1996
- 「塔と橋―構造芸術の誕生」 デビット・P・ビリントン原著 伊藤学+杉山和雄監訳「橋と塔」鹿島出版会 2001